# Барское Поле
Барское Поле — деревня в Череповецком районе Вологодской области.
Входит в состав Югского сельского поселения (с 1 января 2006 года по 8 апреля 2009 года входила в Сурковское сельское поселение), с точки зрения административно-территориального деления — в Батранский сельсовет.
Расстояние до районного центра Череповца по автодороге — 41 км, до центра муниципального образования Нового Домозерова по прямой — 17 км. Ближайшие населённые пункты — Каргач, Батран, Афанасово, Покровское.
По переписи 2002 года население — 20 человек (10 мужчин, 10 женщин). Всё население — русские.